# میدوست ایرلاینز (مصر)
میدوست ایرلاینز (به انگلیسی: Midwest Airlines) یک شرکت هواپیمایی با کد یاتا MY است که در ۱۹۹۸ میلادی تأسیس شده‌است. دفتر مرکزی میدوست ایرلاینز در قاهره، مصر واقع شده‌است و قطب این شرکت هواپیمایی در فرودگاه بین‌المللی قاهره قرار دارد.